# Данило Кузмановић
Данило Кузмановић (Београд, 4. јануар 1992) је српски фудбалер.

## Каријера
Прве фудбалске кораке начинио је у свом родном месту, у фудбалском клубу Врчин. Одатле је прешао у Црвену звезду, за чије је млађе категорије наступао до 2008. када прелази у Рад. У фебруару 2010. прелази у шведски Јургорден, у чијем дресу је забележио и први сениорски наступ. Пролећни део сезоне 2011/12. провео је у екипи Рада, за коју није наступао на званичним сусретима. Након тога је прешао у Јединство Путеве из Ужица, у чијем дресу је одиграо један првенствени меч током јесењег дела сезоне 2012/13. у Првој лиги Србије. Други део ове сезоне је провео у матичном Врчину. Касније је играо за Доњи Срем и Земун.
Био је члан омладинске репрезентације Србије, која је 2011. године играла у полуфиналу Европског првенства.